# Julienne-Hippolyte d'Estrées
Julienne-Hippolyte d'Estrées (1575-1667), duchesse de Villars, est une aristocrate française du XVIIe siècle, fille d'Antoine d'Estrées et de Françoise Babou de La Bourdaisière. Elle est connue pour être le modèle du portrait Gabrielle d'Estrées et une de ses sœurs .

## Biographie
Julienne-Hippolyte-Joséphine d'Estrées est la plus jeune fille d'Antoine d'Estrées et de Françoise Babou de La Bourdaisière. Elle est la sœur de l'abbesse Angélique d'Estrées, de la favorite d'Henri IV Gabrielle d'Estrées et du maréchal François-Annibal d'Estrées .
Le 5 janvier 1597, Julienne épouse Georges de Brancas, marquis puis duc de Villars . Tallemant des Réaux, dans ses Historiettes, prétend que Julienne-Hippolyte a soudoyé un prêtre de Saint-Paul pour qu'elle épouse Georges.
Le couple a cinq enfants :
- Marie de Brancas (v. 1598), qui épouse en 1613 Henri de Castellane ;
- Hyppolyte, fondatrice et mère supérieure des Ursulines de Narbonne ;
- Françoise, morte jeune ;
- Louis-François de Brancas (v. 1618 - 1679), duc de Villars, marié à Marie-Madeleine Girard puis à Louise-Catherine-Angélique de Fautereau de Mainières ;
- Charles de Brancas (1620 - 8 janvier 1681), marquis de Maubec et d'Apilli, époux de Suzanne Garnier et père de Marie-Françoise de Brancas, comtesse d'Harcourt.

Vers 1667, Julienne meurt de causes inconnues, dix ans après son époux.

## Représentation dans l'art
Vers 1594, un portrait de Julienne-Hippolyte et de sa sœur Gabrielle est peint : Gabrielle d'Estrées et une de ses sœurs. Le portrait représente les deux sœurs assises nues dans une baignoire tapissée de tissu gris. Julienne-Hippolyte est située à gauche, pinçant le mamelon droit de Gabrielle tandis que Gabrielle tient un anneau qui lui a été offert par le roi Henri IV de France. Au fond, on voit une femme en train de coudre près d’une cheminée.
Un autre portrait de Julienne-Hippolyte et de sa sœur a été peint par un artiste anonyme de l'école de Fontainebleau. Le portrait représente encore les deux sœurs nues dans une baignoire tapissée de tissu gris, semblable à celle du tableau précédent. Au lieu d'une bague, Gabrielle porte un collier en cuivre autour du cou. Au fond, une femme allaite un enfant.

## Sources
- Janine Garrisson, Gabrielle d'Estrées: aux marches du palais, Tallandier, 2006
- (en) Rose-Marie Hagen et Rainer Hagen, What Great Paintings Say, vol. 2, Taschen, 2003 (ISBN 978-3-8228-1372-0, lire en ligne)
- Julia Pardoe, The Life of Marie de Medicis, Queen of France, Cambridge University Press, 2010